# Gullbringa naturreservat
Ej att förväxla med naturreservatet Tanumskusten IV (Gullbringa) i Tanums kommun.
Gullbringa naturreservat är ett naturreservat tillika ett Natura 2000-område i Hålta socken i Kungälvs kommun i Bohuslän. Det inrättades 2001 och har en areal på omkring 23 hektar. Reservatet utgörs av såväl skogs- och odlingslandskap. I floran märks ett flertal rödlistade lavarter.
Reservatet förvaltas av Västkuststiftelsen.